# Hirsch Alexander
Hirsch Alexander (* 1790 in Moisling; † 20. Dezember 1842 in Lübeck) war ein Lübecker Polizeibeamter und der erste Jude im Lübecker Staatsdienst.

## Leben
Hirsch Alexander wurde im damals noch dänischen Dorf Moisling vor den Toren Lübecks geboren und gehörte der orthodoxen jüdischen Gemeinde des Dorfes an. Als junger Mann ging er nach Schweden und wurde Soldat in der schwedischen Armee.
Nach der Eingliederung Lübecks in das Kaiserreich Frankreich kehrte Alexander 1811 nach Lübeck zurück und trat als Stellvertreter für den konskribierten Bürger Gustav Joachim Hoyer (1792–1849) in das französische Heer ein. Im Dezember 1813 kehrte er in die Stadt zurück und wurde am 1. Januar 1814 als einer von fünf Polizeidienern eingestellt. Am 1. April 1814 leistete er seinen Diensteid und erhielt somit die Festanstellung als städtischer Beamter.
Dieser Vorgang war beispiellos, da Juden in Lübeck – mit Ausnahme der Jahre 1811 bis 1813, als in der Stadt der französische Code civil in Kraft war – als weitgehend rechtlose, geduldete Fremde galten, deren Aufenthalt und Leben starken Beschränkungen unterworfen waren. Die Übernahme eines Juden in den Staatsdienst stellte eine einzigartige Ausnahme dar. Weder vor noch nach der Einstellung verleugnete Hirsch Alexander seine Zugehörigkeit zum jüdischen Glauben und konvertierte auch nie zum in Lübeck vorherrschenden lutherischen Christentum.
Seit 1814 lebte Alexander mit Anna Catharina Reimers, der evangelisch-lutherischen Tochter eines Lübecker Bürgers, mit der er bis 1829 zwei Söhne und fünf Töchter hatte (ein achtes Kind überlebte das Kindesalter nicht). Diese Gemeinschaft war zwangsweise unehelich, da sogenannte Mischehen zwischen Juden und Christen nach geltendem Lübecker Recht nicht zulässig waren. Ein Gesuch Alexanders an den Rat, Anna Catharina Reimers mit Ausnahmegenehmigung heiraten zu dürfen, wurde am 22. Dezember 1824 abgelehnt. Allerdings war Alexanders eheähnliches Zusammenleben mit Anna Catharina Reimers vom Rat ausdrücklich als legal anerkannt, so dass die Kinder im Dom getauft werden konnten. Seiner Stellung als städtischer Beamter hatte es Alexander auch zu verdanken, dass er 1824 nicht wie die meisten in Lübeck ansässigen Juden nach Moisling zwangsumgesiedelt wurde.
Durch Krankheit, die ihm erhebliche Arzt- und Medikamentenkosten verursachte, geriet Alexander 1837 in schwere Geldnöte und verschuldete sich. Er sah sich gezwungen, ein Gesuch um finanzielle Unterstützung an die Stadt zu richten. Der Rat stellte daraufhin fest, dass Hirsch Alexander ein verdienter Beamter, diensteifriger Polizist und pflichtbewusster Familienvater sei, übernahm einen Teil der Schulden und stellte für den Rest ein zinsloses Darlehen zur Verfügung. Dennoch blieb seine finanzielle Lage angespannt; er musste sein Haus in der Königstraße verkaufen und mit seiner Familie in eine kleinere Wohnung ziehen, in der er bis zu seinem Tod am 20. Dezember 1842 wohnte.